# مكبر صوت الحاسوب
سماعات الحاسوب (بالإنجليزية: Computer speaker)‏ هو جهاز إخراج من عتاد الحاسوب، يعمل على إخراج الصوت.